# Chitasida
Chitasida là một chi bướm đêm thuộc họ Erebidae.